# Jean Hillemacher
Pour les articles homonymes, voir Hillemacher.

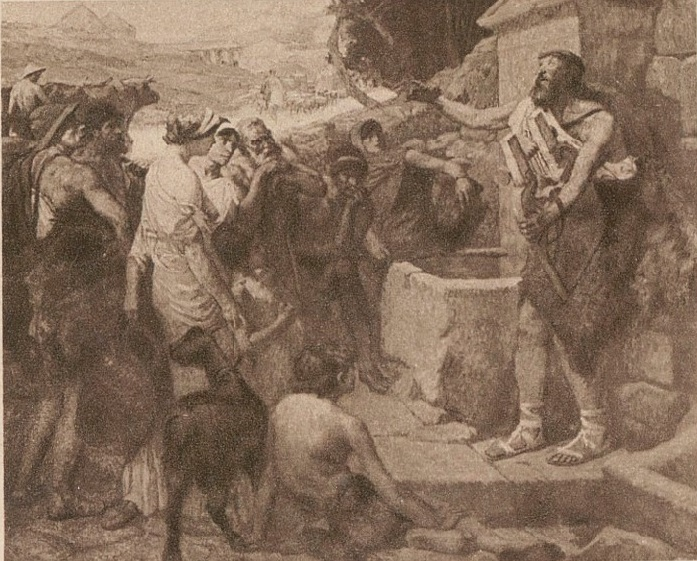
Le Rhapsode, 1913, localisation actuelle inconnue

Jean-Marie-Maurice Hillemacher (né à Verneuil-sur-Avre le 15 juin 1889, mort le 6 septembre 1914 à Blesme) est un peintre français.

## Biographie
Fils du compositeur Lucien Hillemacher et petit-fils du peintre Eugène-Ernest Hillemacher, il entre à l'Ecole des Beaux-Arts de Paris, où il intègre les ateliers de François Schommer, Marcel Baschet et Paul Jean Gervais. 
En 1913, il reçoit une mention lors du concours du Prix de Rome de peinture, pour Le Rhapsode (non localisé). Il travaille également comme illustrateur, réalisant une série de 24 planches pour illustrer une édition des Martyrs de Châteaubriand, qui sera publiée en 1921. 
Engagé et porté au front dès le début de la Première Guerre mondiale, il est sergent au 128e régiment d'infanterie. Il est tué lors des combats menés près du village de Blesme, dans la Marne, en septembre 1914.
Sa sœur Antoinette Hillemacher (1886-1973) sera l'épouse de l'historien et ministre Jérôme Carcopino.

## Liste des peintures
- Le Rhapsode, 1913, non localisé, autrefois à Évreux, musée de l'Ancien Evêché[2]
- La Passion de la Vierge ou Piétà, 1914, Verneuil-sur-Avre, église Notre-Dame
- Vue de Coucy-le-Château, Laon, musée municipal[3]